# Biserica „Nașterea Maicii Domnului” din Șuri
Biserica „Nașterea Maicii Domnului” este o biserică amplasată în Șuri, raionul Drochia, Republica Moldova. Este un monument arhitectural de importanță națională inclus în Registrul monumentelor Republicii Moldova ocrotite de stat cu nr. 643 (raionul Drochia). Datează din 1882.